# Mary Bailey

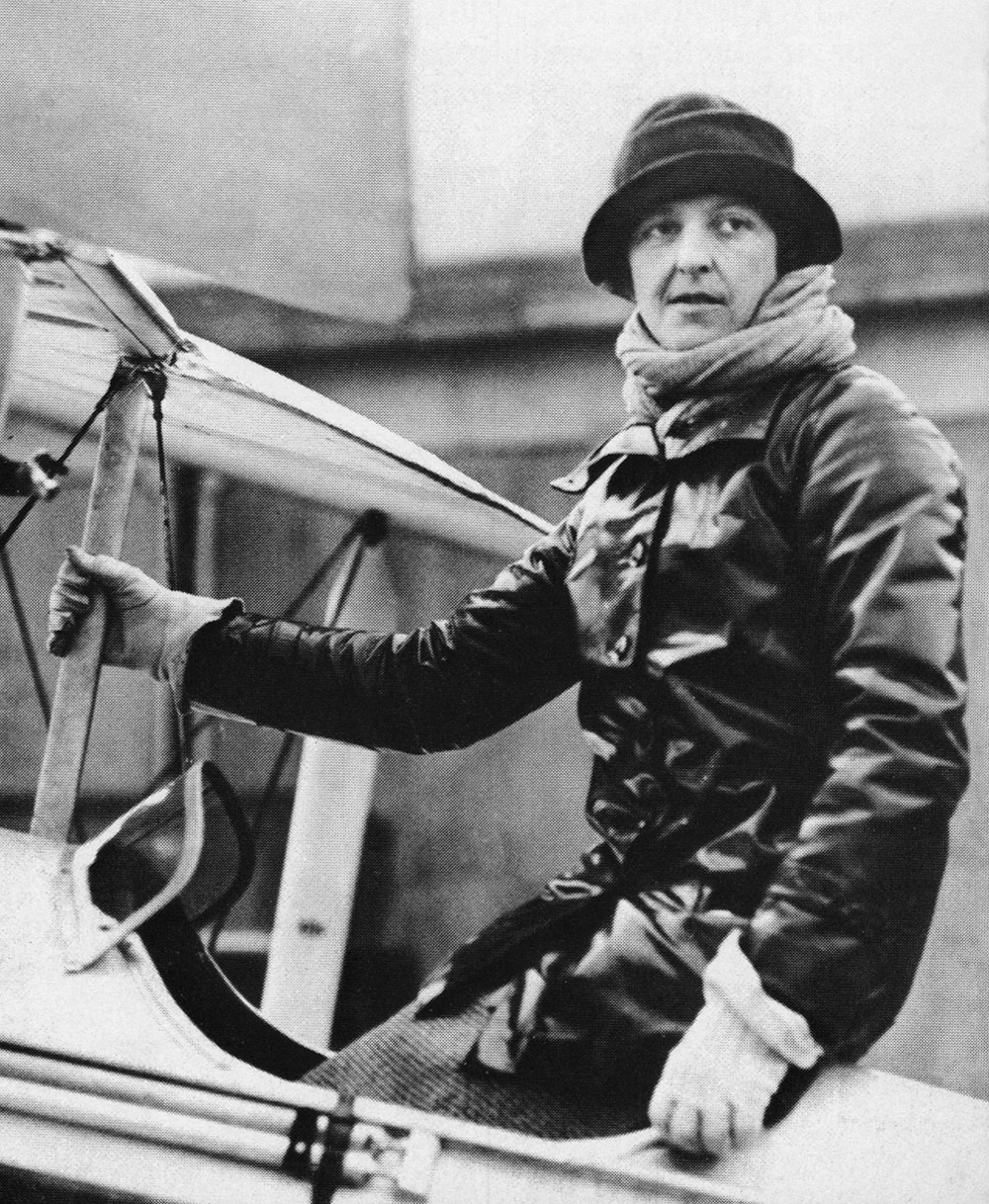
Lady Bailey, 1928

Dame Mary, Lady Bailey DBE (geborene Hon. Mary Westenra, * 1. Dezember 1890 in Rossmore Castle, County Monaghan, Vereinigtes Königreich; † 29. Juli 1960 in Kenilworth, Kapstadt, Südafrikanische Union) war eine anglo-irische Fliegerin. Sie galt als eine der besten Fliegerinnen ihrer Zeit, die „persönlich ein Flugzeug von England bis zur äußersten Spitze Südafrikas und zurück“ (Time, 28. Januar 1930) steuerte.

## Kindheit, Jugend, Ehe und Nachkommen
Mary Bailey war die Tochter von Derrick Westenra, 5. Baron Rossmore, aus dessen Ehe mit Mittie Naylor.
Den größten Teil ihrer Kindheit verbrachte sie in Irland. Sie wurde zu Hause beschult, nachdem sie im Jahr 1906 aus der Schule davongelaufen war. Von klein auf galt sie als abenteuerlustig, kaufte sich offenbar in ihrer Jugend ein Motorrad und fiel 1914 mit mehreren Geschwindigkeitsübertretungen im Auto auf.
Am 5. September 1911 heiratete sie den südafrikanischen Bergbaumagnaten Sir Abraham Bailey KCMG (1864–1940) als dessen zweite Frau. Ihr Gatte wurde 1919 der erbliche Titel eines Baronet, of Cradock in South Africa, verliehen. Die beiden hatten gemeinsam drei Töchter und zwei Söhne.

## Fliegerin
Während des Ersten Weltkriegs meldete sich Mary Bailey freiwillig als Flugzeugmechanikerin und diente in Großbritannien und Frankreich in Verbindung mit dem Royal Flying Corps. Anfang 1927 erwarb sie die Pilotenlizenz und begann rasch eine flugsportliche Karriere. Sie war die erste Frau, die über die Irische See flog. Am 5. Juli 1927 stellte sie mit einer de Havilland DH.60 Cirrus II Moth einen Höhenweltrekord in einer Leichtflugzeugkategorie auf.
Zwischen dem 9. März und dem 30. April 1928 unternahm Bailey einen Alleinflug von Croydon nach Kapstadt, wobei ihre de Havilland DH.60 Cirrus Moth mit einem zusätzlichen Kraftstofftank flog. Zwischen September 1928 und dem 16. Januar 1929 trat sie dann die Rückreise an.
Für die Rückreise musste sie den Kongo überqueren, dann am südlichen Rand der Sahara entlang und die Westküste Afrikas hinauf fliegen, um dann über Spanien und Frankreich wieder nach Hause zurückzukehren. Es war der längste Alleinflug und der längste Flug, den eine Frau in dieser Entfernung absolvierte. Für diese Leistung wurde sie 1929 mit der Britannia Trophy ausgezeichnet.
In den Jahren 1927 und 1928 gewann sie zweimal die Harmon Aviatrix Trophy als herausragendste Fliegerin weltweit. Sie nahm auch an der Challenge International de Tourisme 1929 teil, die sie außerhalb des Wettbewerbs beendete, und danach an der Challenge International de Tourisme 1930, bei der sie sich als eine von nur zwei Frauen mit dem 31. Platz von 60 Teilnehmern platzierte.
1930 gehörte sie dem Rat der Women’s Engineering Society an. 1931 wurde sie Mitglied einer Gruppe von Pionierinnen der Wissenschaft, deren Mitglieder ihren abenteuerlichen und entschlossenen Geist teilten. Im selben Jahr erwarb Bailey als erste Frau im Vereinigten Königreich eine Lizenz für den Instrumentenflug.
Während des Zweiten Weltkriegs erlangte Bailey außerdem den Rang eines Section Officers bei der Women’s Auxiliary Air Force.

## Beiträge zur Archäologie
Lady Bailey nutzte ihre fliegerischen Fähigkeiten auch für Luftaufnahmen wichtiger archäologischen Stätten. Sie setze dies erstmalig 1931 am Projekt der Oase Kharga in Ägypten ein. In enger Zusammenarbeit mit Gertrude Caton-Thompson und Elinor Wight Gardner gelang es Bailey, innerhalb von zwei Wochen Luftaufnahmen zu machen, die einen umfassenden Überblick über die archäologische Stätte boten. Diese Aufnahmen zeigten auch zukünftige Ausgrabungsstätten.

## Orden und Ehrenzeichen
Im Januar 1930 wurde sie selbst als Dame Commander des Order of the British Empire (DBE) geadelt.